# Oligostachyum shiuyingianum
Oligostachyum shiuyingianum är en gräsart som först beskrevs av Liang Chi Chia och Paul Pui-Hay But, och fick sitt nu gällande namn av Ye och Wang. Oligostachyum shiuyingianum ingår i släktet Oligostachyum och familjen gräs. Inga underarter finns listade i Catalogue of Life.